# Thingyan
Thingyan (([audio] သၚ်္ကြန် Saṅkran ou [audio] သဘင်အတးသၚ်္ကြန် Sabhaṅ ʼataḥ saṅkran), θɪ́ɴdʑàɴ ; arakanais, θɔ́ɴkràɴ ; du pali sankanta, signifiant transit (du Soleil, de la constellation des Poissons à celle du Bélier)) est la fête de l'eau du nouvel an birman.
Elle a lieu habituellement à la mi-avril (le mois de Tagu dans le calendrier traditionnel birman). Célébrée durant quatre ou cinq jours, elle culmine le jour du nouvel an. À l'origine, ses dates étaient calculées selon le calendrier luni-solaire traditionnel birman, mais elles sont maintenant fixées du 13 au 16 avril du calendrier grégorien ; elles coïncident souvent avec celles de Pâques.
Thingyan est la plus importante période de congés en Birmanie, marquant la fin de l'année scolaire et le début des vacances d'été. L'aspersion d'eau sous toutes ses formes en est un élément essentiel, durant les quatre premiers jours. Dans la plupart des régions, elle ne commence cependant vraiment que le deuxième. Thingyan est comparable aux autres fêtes du nouvel an des régions de bouddhisme theravāda en Asie du Sud-Est, comme le Nouvel An lao, Chaul Chhnam au Cambodge, Aluth Avurudu au Sri Lanka et Songkran en Thaïlande.

## Légende

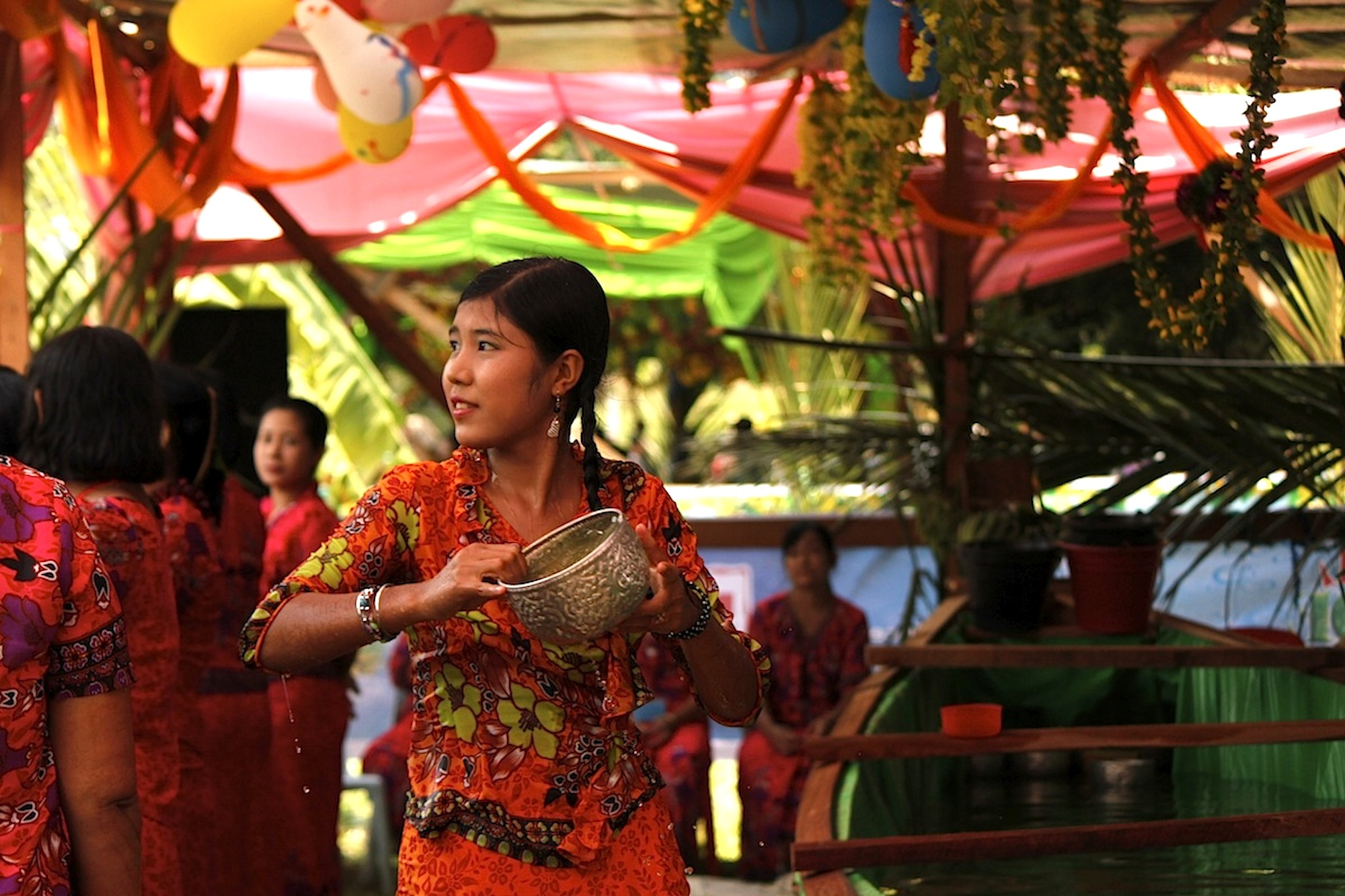
Une jeune Arakanaise verse de l'eau sur des participants à Thingyan à Rangoun, le 13 avril 2011.

Thingyan trouve son origine dans la version bouddhiste d'un mythe hindou. Le roi des Brahmas, Arsi, avait perdu un pari contre le roi des Devas, Śakra (Thagya Min) : celui-ci décapita Arsi, comme convenu, mais une tête d'éléphant fut mise sur son corps, qui devint alors Ganesh. La tête coupée était si puissante que si elle avait été jetée dans la mer, celle-ci se serait asséchée, sur la terre, celle-ci aurait été calcinée, dans l'air, le ciel se serait enflammé. Sakra ordonna donc que cette tête soit transportée par une devi, différente chaque année. La nouvelle année correspond au moment où la tête change de gardienne.

## Veille de Thingyan

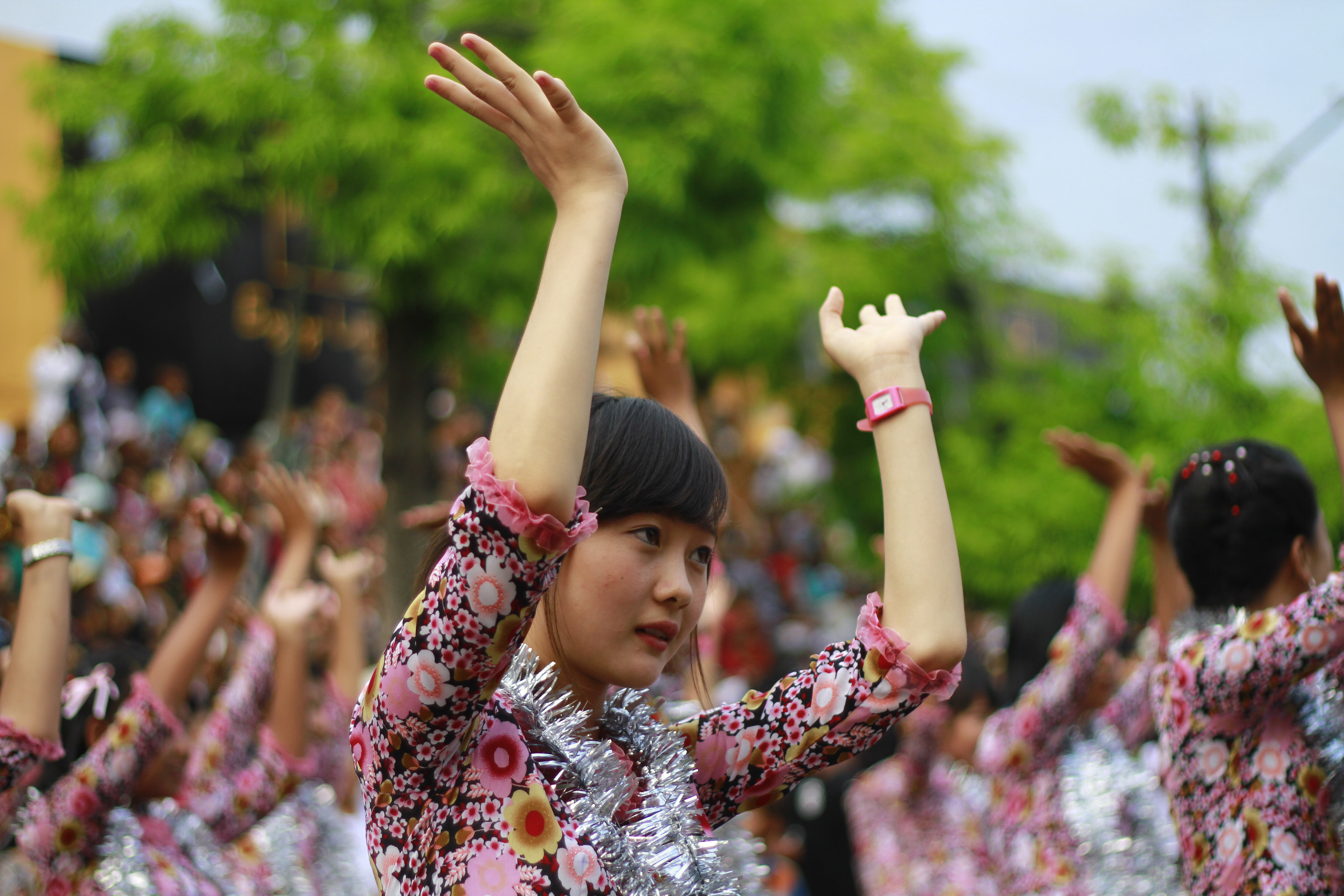
Danses traditionnelles birmanes au cours de la cérémonie d'ouverture de Thingyan à Mandalay, le 12 avril 2012.

La veille de Thingyan, le premier jour de la fête, nommé a-kyo nei (အကြိုနေ့), est le début d'activités religieuses multiples. Les bouddhistes doivent observer les Huit Préceptes, plus que les Cinq Préceptes habituels, notamment ne prendre qu'un seul repas, avant midi. Thingyan est une période d'uposatha, comparable au carême des chrétiens. Des aumônes et des offrandes sont déposées devant les moines dans leurs monastères, et devant les statues de Bouddha une noix de coco verte, au pédoncule intact, entourée de grappes de bananes vertes (ငှက်ပျောပွဲအုန်းပွဲ, nga pyaw pwè oun pwè) et de rameaux de thabyay ou jamblon (Syzygium cumini), tandis qu'on verse sur leur tête de l'eau parfumée. À l'époque monarchique, on lavait cérémonieusement les cheveux des rois avec l'eau pure de Gaungsay Kyun (lit. l'île du lavement de la tête), un petit affleurement d'une île du Golfe de Martaban près de Moulmein.

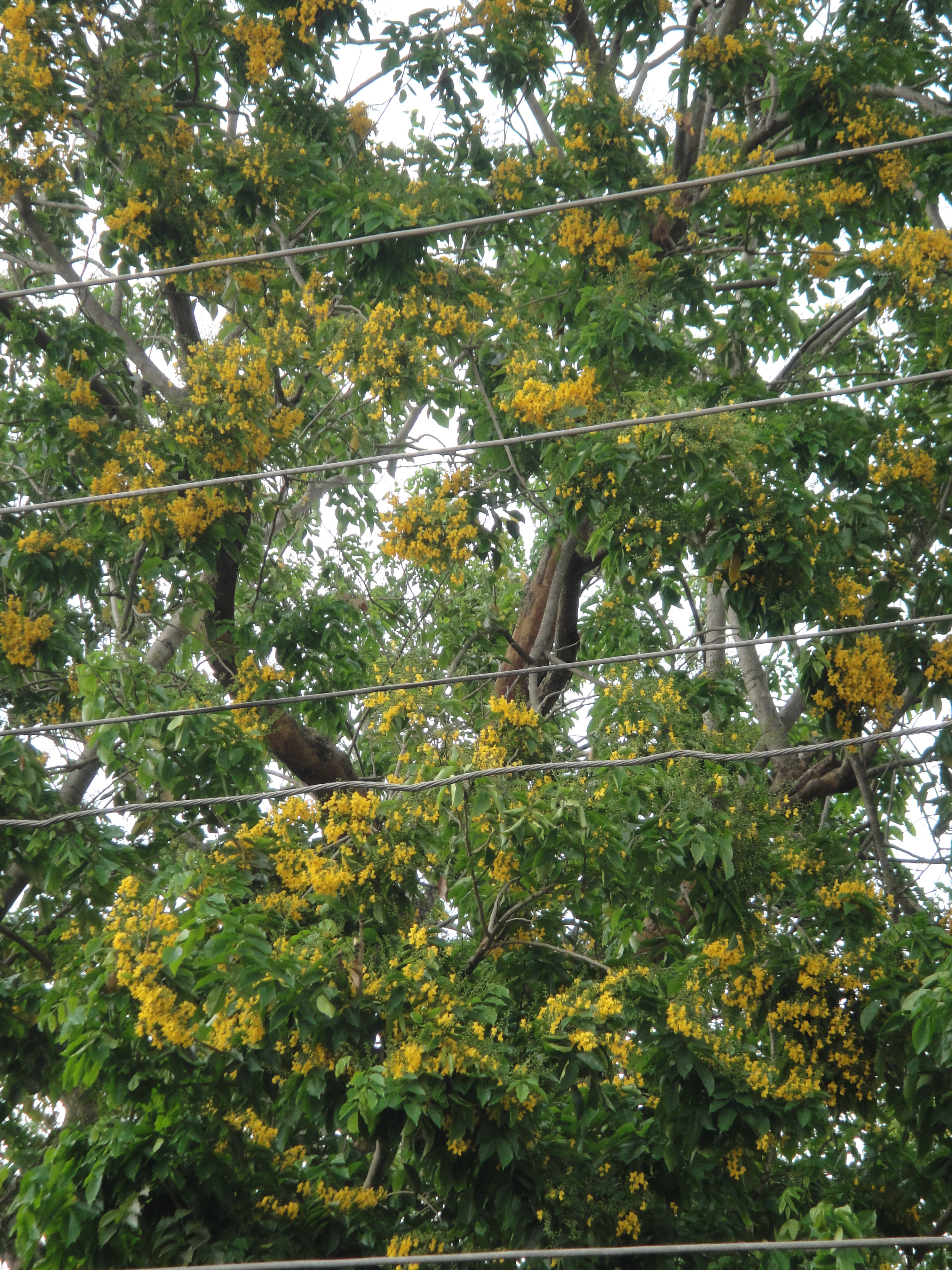
Padauk en fleurs durant Thingyan.

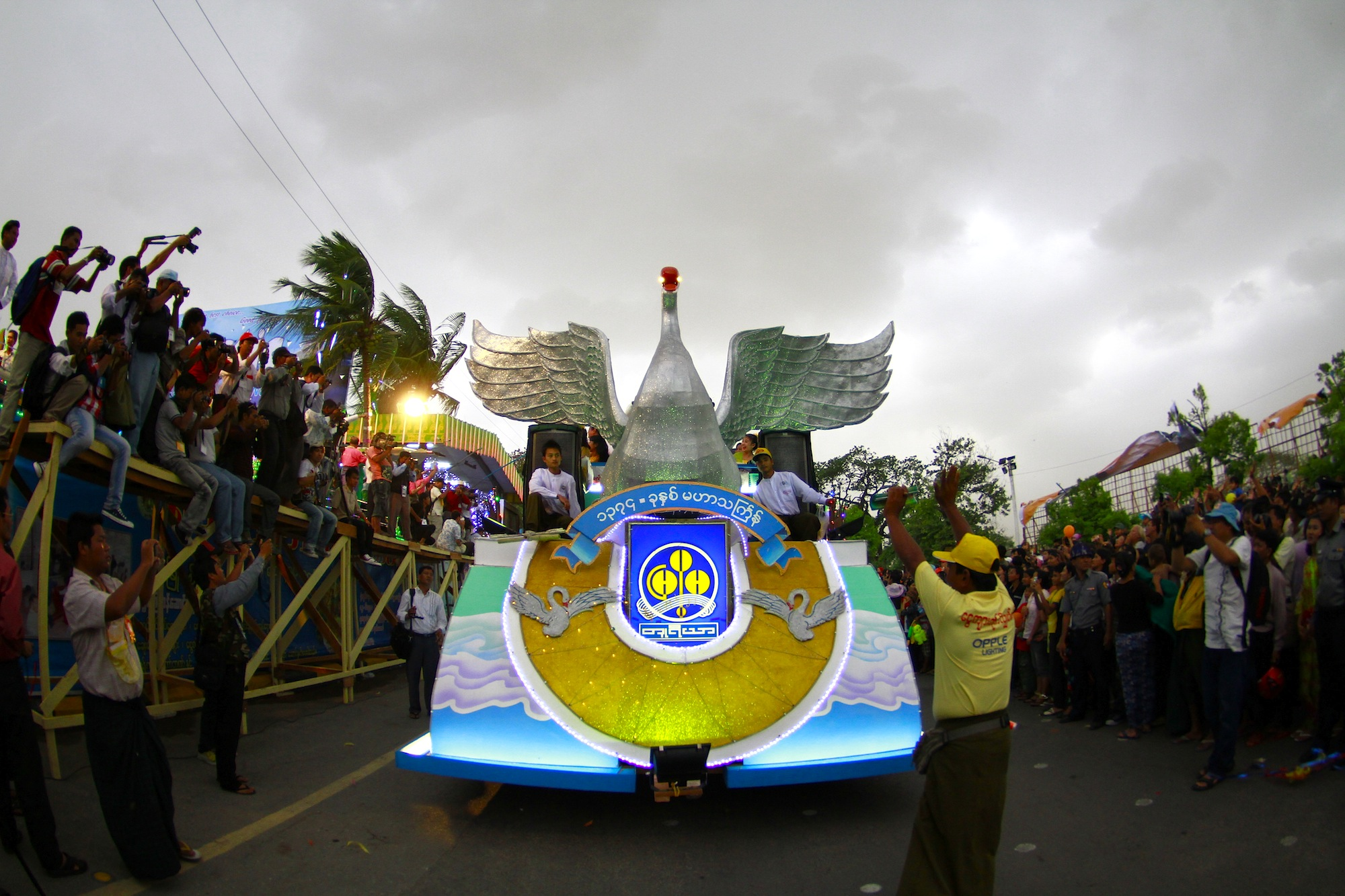
Le légendaire radeau de Thingyan « Myoma » arrive devant l'hôtel de ville de Mandalay, le 12 avril 2012.

La fête commence vraiment à la nuit tombée, avec de la musique, des chants et des danses, des farces et une gaité générale en anticipation de la fête de l'eau. Dans chaque quartier s'élèvent des plates-formes ou des scènes provisoires, en bois, bambou et papier mâché décoré, portant des noms de fête. Des groupes locaux de jeunes filles, qui répétaient depuis des semaines, se produisent dans des spectacles de danses et de chansons brillamment colorés. Elles portent du thanaka odorant sur le visage et des fleurs jaunes de  padauk dans les cheveux. Le padauk (Pterocarpus macrocarpus) fleurit chaque année durant Thingyan et sa fleur est surnommée la « fleur de Thingyan ». Une foule de participants à pieds, à bicyclette, voiture ou moto, fait le tour de ces plates-formes (mandat), certains faisant leur propre musique, la plupart des femmes portant du thanaka et des fleurs de padauk. Des chars (ou radeaux) gaiment décorés et illuminés, transportent des orchestres et des dizaines de jeunes hommes ; ils s'arrêtent devant chaque mandat pour échanger des chansons avec les jeunes filles, des classiques de Thingyan que chacun connaît et d'autres écrites pour l'occasion, ainsi que pour faire du than gyat (similaire au rap, avec un seul récitant soutenu par les voix des autres, qui critique tout ce qui va mal dans le pays, le consumérisme, le SIDA, la corruption, les politiciens incapables, etc.). C'est en effet un moment de relâchement général, un important exutoire pour le stress et le mécontentement.
En dépit de l'ivresse, des disputes et des accidents inévitables, l'ambiance est plutôt bon enfant et la gaité bruyante.

## Fête de l'eau
Le lendemain, a-kya nei (အကျနေ့) est le jour où le nat Thagyamin (Śakra ou Indra) descend du ciel sur la terre. Un  canon (Thingyan a-hmyauk) est tiré et les gens sortent avec des récipients plein d'eau et des rameaux de thabyay, pour répandre l'eau sur le sol avec une prière. Une prophétie de nouvel an (သင်္ကြန်စာ Thingyan sa) est annoncée par les brahmanes (ponna), basée sur l'animal que monte Thagya Min lors de sa descente vers la Terre et sur ce qu'il porte à la main. On raconte aux enfants que s'ils ont été gentils Thagya Min inscrira leur nom dans un livre d'or, mais que s'ils ont été méchants il ira dans un livre-chien.
Dans la plupart des régions, les véritables aspersions ne commencent pas avant a-kya nei. Traditionnellement, on répand l'eau parfumé d'un bol d'argent avec un rameau de thabyay (jamblon), une pratique qui se poursuit dans les régions rurales. Il s'agit de « laver » métaphoriquement les péchés de chacun avant l'année suivante. Dans les villes importantes comme Rangoun, on utilise en outre des tuyaux d'arrosage, d'énormes seringues en bambou, en métal ou en plastique, des pistolets à eau et tout autre matériel dont on peut faire sortir de l'eau, même des bombes à eau et des lances d'incendie ! C'est la période la plus chaude de l'année et la plupart apprécient une bonne douche. Seuls les moines et les femmes enceintes ne doivent pas être arrosés. certains jeunes gens peuvent être attrapés par les femmes, qui leur barbouillent la figure de suie. Les jeunes filles juchées sur les mandats échangent des centaines de litres d'eau avec les garçons qui passent sur leurs chars. De nombreux participants portent des serviettes pour empêcher l'eau d'entrer dans leurs oreilles et par pudeur, leurs légers vêtements d'été finissant complètement trempés. Des farceurs utilisent de l'eau glacée pour arroser leurs victimes au passage.
Les spectacles pwè données par des marionnettistes, des orchestres, des troupes de danse, des acteurs, des vedettes de cinéma et des chanteurs de pop sont courants.

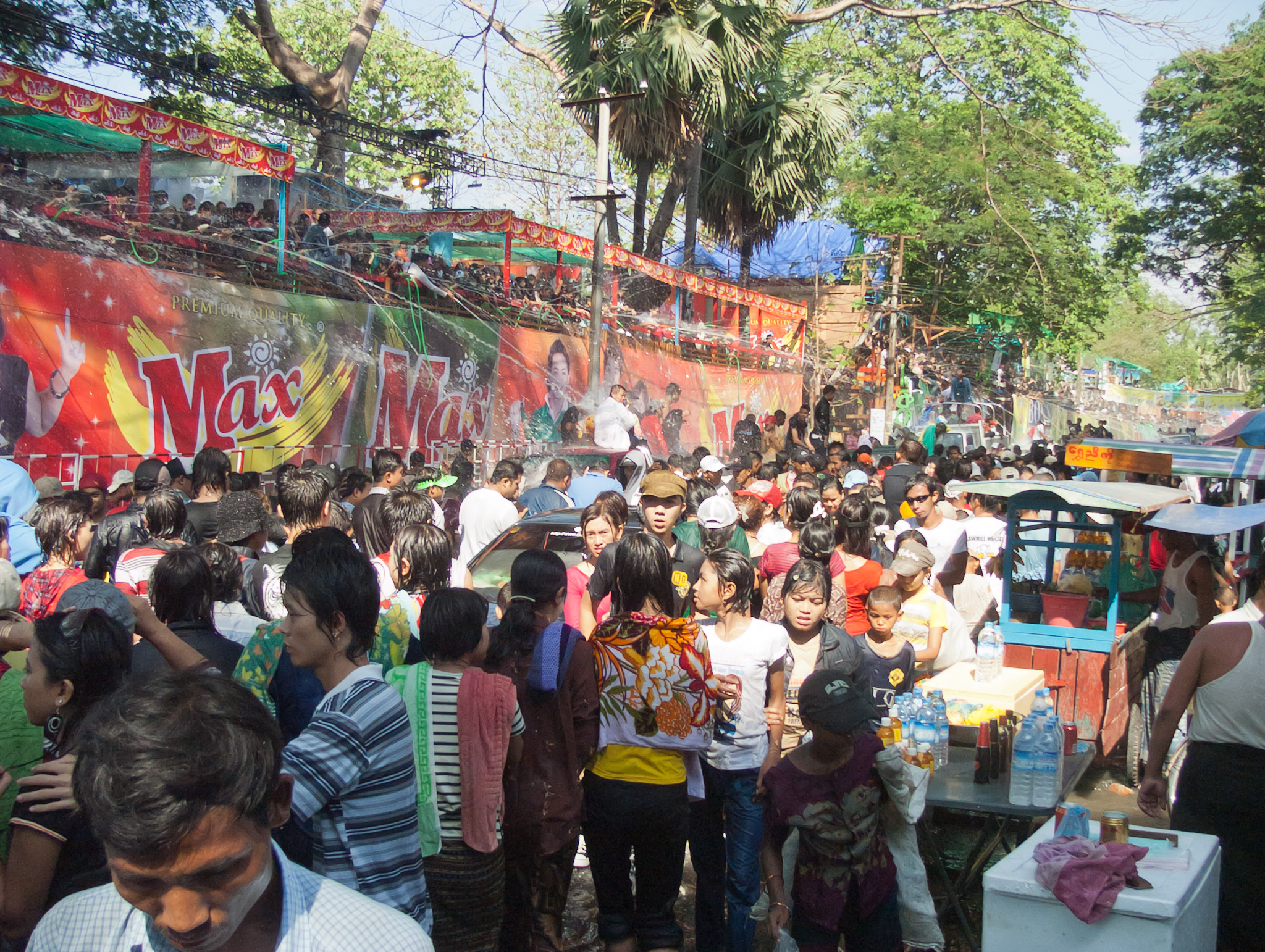
Célébrations de Thingyan à Rangoun en 2008.

Durant cette période, le gouvernement birman lève les restrictions sur les rassemblements. Dans l'ancienne capitale Rangoun, la foule peut se rassembler sur Kadawgyi Pet et Kabaraye Roads. On installe des stations d'arrosage provisoires, connues sous le nom de pandals, qui servent aussi de salle de bal. Beaucoup sont sponsorisés par les notables et les entreprises.

### Troisième et quatrième jours

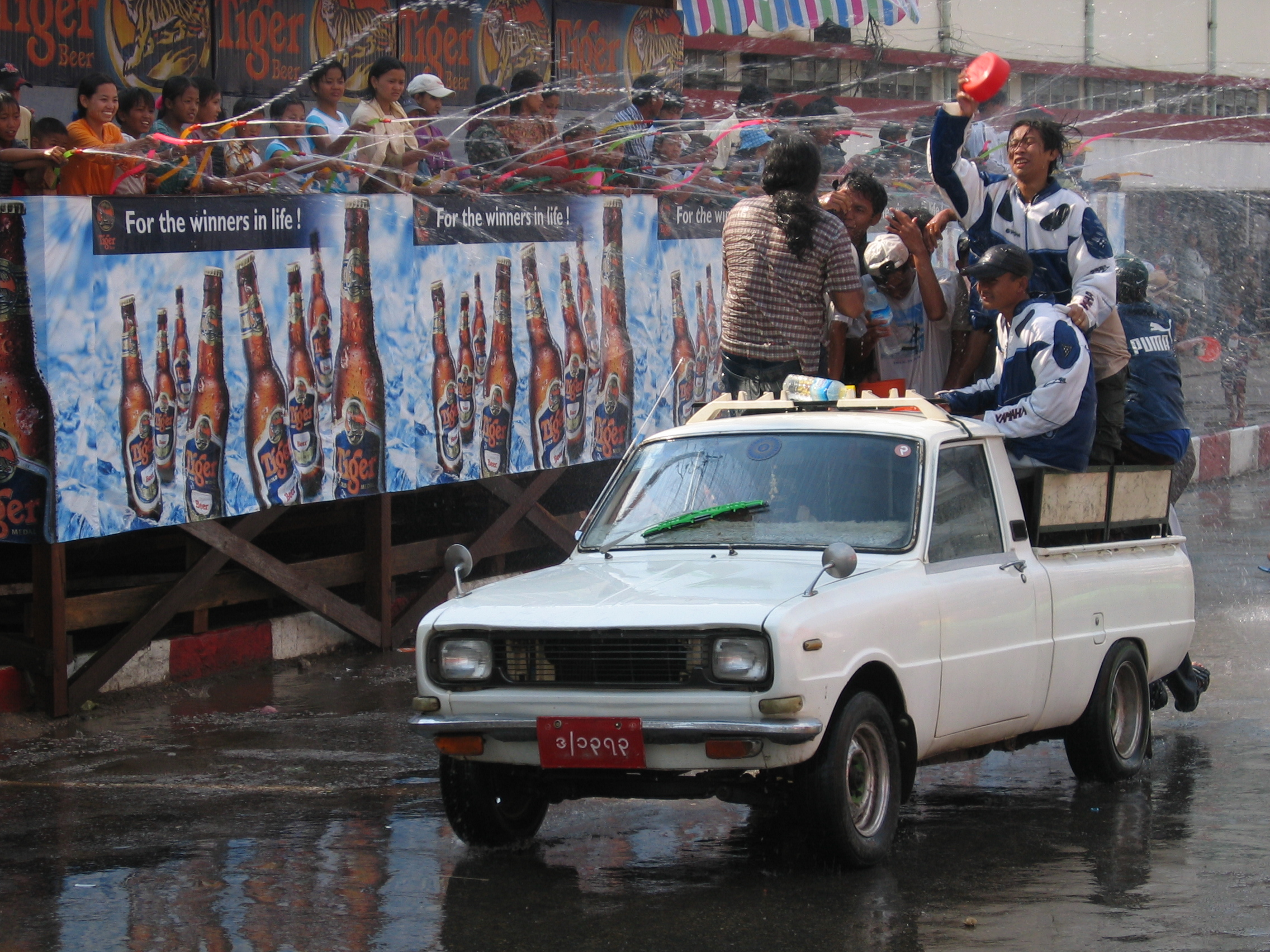
Un pickup rempli de fêtards est arrosé dans les rues de Taunggyi (15 avril 2005).

Le troisième jour est nommé a-kyat nei, et certaines années il est doublé par un jour supplémentaire. Le quatrième jour est nommé a-tet nei (အတက်နေ့) : c'est celui où Thagya Min retourne au ciel, le dernier jour de la fête de l'eau. Certains jettent de l'eau tard dans la journée avec une excuse du genre : « Thagya Min a laissé sa pipe et revient la chercher. » Durant cette période de congé, on observe une longue tradition, celle du mont lone yeibaw (မုန့်လုံးရေပေါ်), des boules de riz gluant fourrées de jaggery (sucre de palme) qu'on jette dans l'eau bouillante et qu'on sert dès qu'elles remontent à la surface, ce qui leur donne leur nom. Tous ceux qui aident à leur confection sont bienvenus, mais attention au farceur qui remplace le sucre par un piment ! Le mont let saung (မုန့်လက်ဆောင်း) est une autre douceur de Thingyan : des morceaux de riz gluant avec des graines de sésame grillées dans du sirop de jaggery et de lait de coco. Les deux sont servis avec de la noix de coco râpée.
Dans les grandes villes comme Rangoun et Mandalay, les Arakanais célèbrent Thingyan selon leurs propres traditions. L'eau est versée sur les participants depuis une pirogue (လောင်းလှေ, laung hlei) et on sert le mohinga (soupe de riz) d'Arakan.

## Jour du nouvel an
Le lendemain est le jour de l'an (နှစ်ဆန်းတစ်ရက်နေ့, hnit hsan ta yet nei). C'est le moment de rendre visite aux anciens et de leur rendre hommage par le gadaw (ou shihko), avec une offrande traditionnelle d'eau dans un pot en terre cuite et de shampoing. Les jeunes font souvent un shampoing traditionnel à leurs aînés, avec des baies d'Acacia rugata et des écorces. Beaucoup font des résolutions de nouvel an, généralement d'améliorer leur conduite et de faire des actions méritoires pour leur karma. Relâcher des poissons (ငါးလွှတ်ပွဲ, nga hlut pwè) est une autre tradition observée ce jour-là ; les poissons récupérés dans les lacs et rivières en voie d'assèchement (Thingyan tombe en pleine saison sèche) sont mis à l'abri dans de grandes poteries de terre vernissée pour être relâchés dans des lacs et des rivières plus grands avec une prière et un vœu disant « Je te libère une fois, tu me libères dix fois ». Les gens font aussi des dons de nourriture appelées satuditha (စတုဒီသာ). Ils offrent typiquement de la nourriture aux participants aux célébrations du nouvel an.
Thingyan (a-hka dwin) est aussi une époque de prédilection pour le shinbyu, la cérémonie ouvrant le noviciat des garçons dans le bouddhisme theravāda, période qu'ils passent parmi les moines à s'imprégner des enseignements du Bouddha, le Dharma. Il s'agit d'un rite de passage comparable à la cérémonie de la majorité dans d'autres religions.

## Patrimoine culturel immatériel
L'atā thingyan, la fête traditionnelle du Nouvel An au Myanmar est inscrit sur la liste représentative du patrimoine culturel immatériel de l'humanité par l'UNESCO en 2024.